# Chiesa di Santa Caterina (Taggia)
La chiesa di Santa Caterina è stato un luogo di culto cattolico situato nel comune di Taggia, in piazza della Santissima Trinità, in provincia di Imperia.

## Storia e descrizione
La fondazione della prima chiesa avvenne nel corso del XVIII secolo ad opera dell'ordine delle suore domenicane di Santa Caterina da Siena che in tale secolo giunsero nella cittadina tabiese.
Già nella metà del Settecento la chiesa del convento domenicano subì un primo sostanziale ampliamento su progetto dell'architetto Giacomo Filippo Marvaldi. Gli ultimi interventi alla struttura - ora chiuso al culto religioso - risalgono al periodo tra il 1845 e il 1847 che disegnarono una chiesa in stile architettonico neoclassico. Restauri conservativi e di rifacimento del tetto e della cupola sono stati portati a termine nel corso del 2018.
Presenta, al suo interno, interessanti decorazioni pittoriche.